# Рождествено (Ленинградская область)
Рожде́ствено — село в Гатчинском муниципальном округе Ленинградской области. Бывший административный центр Рождественского сельского поселения. 
С 1780 по 1796 год было городом. В селе располагается музей-усадьба «Рождествено».

## История
Первое упоминание о поселении на берегах Оредежа и её небольшого притока реки Грезны встречается в Новгородской писцовой книге Водской пятины 1499 года. Тогда здесь находился Никольско-Грезневский погост с церковью «Велика Николы» и с приходскими деревнями по реке.
Существует легенда, согласно которой церковь «Велики Никола» за одну ночь ушла под землю, когда в Смутное время к берегам Оредежа подступили шведы.
В 1713 году царь Пётр I пожаловал деревни Куровицкой мызы наследнику престола, царевичу Алексею Петровичу. В тот же год здесь были построены путевой дворец царевича и деревянная церковь Рождества Пресвятой Богородицы, по которой деревня при погосте, сама ставшая селом, и получила своё современное название.
Первая рождественская церковь, построенная в 1713 и освящённая в 1716 году была деревянная, её колокола висели рядом на деревьях, до 1865 года.
После смерти царевича село переходит племянницам Петра I, а в 1733 году эти земли передаются в Дворцовый приказ.
Село Рожествено упоминается на карте Санкт-Петербургской губернии Я. Ф. Шмидта 1770 года.
1 января 1780 года императрица Екатерина II в соответствии с новым устройством губернии присваивает Рожествену статус города в качестве центра Рожественского уезда. До этого Рожествено находилось в Копорском уезде, в Куровицкой мызе. Был утверждён генеральный план развития города, герб города. Появились каменные постройки: уездное училище, гостиный двор, присутственные места.
В 1781 году, по случаю переименования села в город, была сооружена каменная соборная церковь Вознесения Господня с отдельной колокольней. Около храма сформировался городской центр.
Новая деревянная церковь Рождества Пресвятой Богородицы была построена и освящена в 1785 году на другой стороне реки Оредеж, после чего в старой церкви службы не велись.
В 1787 году через город проезжала Екатерина II. К концу 1780-х годов население города превысило тысячу жителей.
В 1797 году новый император Павел I упраздняет город Рожествен, а административные учреждения переводит отсюда в свою резиденцию Гатчину, объявленную городом. Село Рождествено становится центром Рождественской волости и в роли центра низовой административно-территориальной единицы пребывает доныне.
В том же году Павел I жалует село Рождествено графу Безбородко, который подарил его своему секретарю надворному советнику Н. Е. Ефремову, при котором формируется усадебный комплекс.
В 1812 году старую деревянную церковь разобрали и обратили её в часовню, а иконостас и престол перенесли в каменную церковь.
В 1837 году новая деревянная церковь Рождества Пресвятой Богородицы сгорела, после чего службы велись в домовой церкви госпожи Ефремовой.

РОЖЕСТВЕНО — село принадлежит Ефремову, действительному статскому советнику, число жителей по ревизии: 277 м. п., 315 ж. п.

При нём:

а) Церковь деревянная во имя Рождества Христова.

б) Лесопильный завод.

РОЖЕСТВЕНО — село Гатчинских купцов и мещан, принадлежит ведомству Царскосельской городской ратуши, число жителей по ревизии: 94 м. п., 100 ж. п. (1838 год)

Согласно карте Ф. Ф. Шуберта в 1844 году село Рожествено насчитывало 114 крестьянских дворов.

РОЖДЕСТВЕНО — село господ наследников Ефремовых, по почтовому тракту, число дворов — 95, число душ — 265 м. п. (1856 год)

РОЖЕСТВЕНСКАЯ — мыза владельческая при реке Оредежи, число дворов — 1, число жителей: 2 м. п., 2 ж. п.

РОЖЕСТВЕНО — село владельческое при реке Оредежи, становая квартира, число дворов — 116, число жителей: 412 м. п., 419 ж. п.; Церковь православная. Волостное правление.

РОЖЕСТВЕНСКИЙ — завод владельческий при реке Оредежи, число дворов — 1, число жителей: 12 м. п., 1 ж. п.; Завод лесопильный. 

РОЖЕСТВЕНСКАЯ — фабрика владельческая при реке Оредежи, число дворов — 1, число жителей: 3 м. п., 1 ж. п.;
Спичечная фабрика. (1862 год)

В 1865 году временнообязанные крестьяне села выкупили свои земельные наделы у Н. Н. Манухина и стали собственниками земли.
Новую каменную трёхпрестольную церковь во имя Рождества Пресвятой Богородицы построили и освятили в 1883 году по проекту архитектора И. И. Буланова.
Сборник Центрального статистического комитета описывал его так:

РОЖДЕСТВЕНО — село бывшее владельческое при реке Оредеже, дворов — 108, жителей — 611; церковь православная, 2 часовни, мельница, лесопильный завод. (1885 год).

Здесь прошло детство известного писателя Владимира Владимировича Набокова.
Согласно материалам по статистике народного хозяйства Царскосельского уезда 1888 года, имение при селе Рождествено площадью 1599 десятин принадлежало потомственному почётному гражданину К. Я. Бушу, оно было приобретено в 1870 году за 18 000 рублей. В имении была водяная мельница и при ней лесопильный завод. Дачи с мебелью, охота и рыбная ловля сдавались в аренду.
Согласно данным первой переписи населения Российской империи:

РОЖДЕСТВЕНО — село, православных — 965, мужчин — 444, женщин — 536, обоего пола — 980. (1897 год)

В конце XIX — начале XX века село административно относилось к Рождественской волости 2-го стана Царскосельского уезда Санкт-Петербургской губернии с волостным центром в деревне Выра.
В 1902 году на Всероссийской кустарно-промышленной выставке в Таврическом дворце были представлены изделия школы кружевниц имени Ольги Николаевны Рукавишниковой, помещавшейся в здании двухклассного, имени Рукавишниковой, училища села Рождествено.
По данным «Памятной книжки Санкт-Петербургской губернии» за 1905 год имение Рожествено площадью 528 десятин принадлежало потомственному дворянину Александру Егоровичу Репникову. Кроме того землёй при селе Рожествено владел купец 1-й гильдии Иван Андреевич Семёнов.
- План села Рождествено. 1913 год

В 1913 году село насчитывало 117 дворов.
С 1917 по 1927 год село было административным центром Рождественской волости Детскосельского, а затем Гатчинского уездов. Согласно данным переписи населения СССР 1926 года в селе Рождествено Рождественского сельсовета Рождественской волости Троцкого уезда проживали 1058 человек, большинство русские, а также эстонцы, финны и латыши. В 1928 году население села Рождествено также составляло 1058 человек.
В 1929 году в селе Рождествено был организован колхоз «Завет Ильича».
По данным 1933 года село называлось Рождество и являлось административным центром Рождественского сельсовета Красногвардейского района, в который входили 6 населённых пунктов: деревни Выра, Замостье, Парушино, Тозырево, село Рождество и выселок Завет Ильича, общей численностью населения 2342 человека.
По данным 1936 года в состав Рождественского сельсовета входили 5 населённых пунктов, 541 хозяйство и 5 колхозов. Центром сельсовета было село Рождествино.
Село было освобождено от немецко-фашистских оккупантов 31 января 1944 года.
В 1958 году население села Рождествено составляло 874 человека.
По данным 1966 и 1973 годов село также входило в состав Рождественского сельсовета и являлось его административным центром.
В 1988 году усадьба «Рождествено» получила статус государственного музея.
По данным 1990 года в селе Рождествено проживали 1605 человек. Село являлось административным центром Рождественского сельсовета в который входили 14 населённых пунктов: деревни Батово, Выра, Грязно, Даймище, Замостье, Ляды, Межно, Новое Поддубье, Поддубье, Старое Поддубье, Чикино; село Рождествено; посёлки Дивенский, Дом отдыха «Песчанка», общей численностью населения 5670 человек.
В 1997 году в селе проживали 2030 человек, в 2002 году — 1864 человека (русские — 94 %), в 2007 году — 1968, в 2010 году — 1940.
1 января 2006 года образовано муниципальное образование «Рождественское сельское поселение», село Рождествено стало его административным центром.
2 мая 2024 года Рождественское сельское поселение было упразднено в связи с образованием Гатчинского муниципального округа вместо Гатчинского района.

## География
Село расположено в юго-западной части района на автодороге Р23 «Псков» (E 95, Санкт-Петербург — граница с Беларусью).
Расстояние до административного центра района, города Гатчина — 35 км.
Расстояние до ближайшей железнодорожной станции Сиверская — 9 км.
Село находится на берегах рек Оредеж и Грязна.

## Демография
| 1862 | 1897 | 2007  | 2010  | 2011  | 2017  |
| ---- | ---- | ----- | ----- | ----- | ----- |
| 831  | ↗980 | ↗1968 | ↘1940 | ↗2135 | ↘2129 |

### Национальный состав
Согласно данным Всероссийской переписи населения 2021 года в селе проживали 2293 человека, из них:
 русские — 2096, казахи — 15, украинцы — 12, армяне — 11, финны — 9, узбеки — 8, молдаване — 4, поляки — 4, белорусы — 3, татары — 3, азербайджанцы — 2, башкиры — 1, британцы — 1, таджики — 1, чуваши — 1, эстонцы — 1, другие национальности — 26 человек, остальные национальность не указали.

## Транспорт
Село расположено на автодороге Р23 «Псков» (E 95, Санкт-Петербург — граница с Беларусью).
Ближайшая железнодорожная станция — Сиверская, к северо-востоку от села.
От Гатчины до Рождествено можно доехать на автобусе № 531, от Сиверской — на автобусах № 121-Т и 500.
Через село проходит трасса маршрутного такси № 844 Санкт-Петербург — Луга.

## Достопримечательности и памятники
- Музей-усадьба «Рождествено»[3].
- Близ села находится курганно-жальничный могильник XI—XIV веков[38].
- Памятники героям Великой Отечественной войны.
- Церковь Вознесения Господня

## Инфраструктура
- Бюджетное автономное учреждение «Международный центр реставрации»[39]

## Фото
- Музей-усадьба «Рождествено».
 2007 год
- Храм Рождества Богородицы.
 2007 год
- Вид на церковь с дрона.
 2022 год
- Памятник героям Великой Отечественной войны.
 2016 год

## Образование
В селе есть средняя общеобразовательная школа и отделение дошкольного образования:
- Рождественская СОШ
- Детский сад  № 30[40]

## Улицы
Болотная, Вырская, ГЭС, Заводская, Заречная, Коли Подрядчикова, Комсомольская, Майора Захарова, Музейная, Парковая, Песчаная, Рылеева, Садовая, Слободка, Соколова, Средняя, Терещенко.

## Садоводства
Рождествено.